# Itamar Batista
Richard Itamar Batista da Silva, o Itamar Batista (Santa María de Itabira, Minas Gerais, Brasil, 12 de abril de 1980), es un exfutbolista brasileño que se desempeñaba como delantero.

## Trayectoria
Itamar Batista comenzó su carrera profesional en un club pequeño de Brasil, donde fue captado y visto por algunos visores de algunos clubes europeos como el FC Barcelona, Real Madrid, AC Milan & AS Roma, después fue visoreado por clubes asiáticos específicamente de Corea del Sur.

### Chunnam Dragons
En 2003, empezó jugando para el Chunnam Dragons de la K-League de Corea del Sur, donde mostró su gran potencia y mostró muy buenas habilidades para anotar goles. Anotó un total de 29 goles en 56 partidos,[cita requerida] partiendo en el 2004 al Pohang Steelers.

### Pohang Steelers
Posteriormente en el 2004 pasó por el Pohang Steelers, donde no tuvo oportunidades para jugar saliendo en el 2005.

### Suwon Samsung Bluewings
En 2005 pasa por el Suwon Samsung Bluewings, donde nuevamente hace 66 goles en 43 partidos partiendo en el 2006 al Seongnam Ilhwa Chunma.

### Jaguares de Chiapas
Al equipo chiapaneco llegó para el Clausura 2008; debutó el 26 de enero del 2008, en la Jornada 2, Itamar entró de cambio y minutos después anotó el gol con el que Jaguares terminó venciendo al América 2-1.
En tres torneos marcó 21 goles.

### Tigres UANL
Llegó a Tigres de cara al Apertura 2009. Marcó sus primeros 2 goles con la casaca felina en la victoria de 1-3 de los Tigres sobre el Guadalajara en el Estadio Jalisco. En la final de la Superliga 2009 celebrada entre el Chicago Fire y los Tigres UANL, anotó el gol del empate para así llevar a los penales el encuentro y marcar el 5.º penal decisivo y alzar la copa con el conjunto de Tigres.
Al finalizar el torneo Apertura 2010, fue liberado de su contrato a pesar de haber sido el goleador del equipo.

### Al-Rayyan
Fue traspasado al Al-Rayyan de la Liga de Catar, a préstamo por 6 meses con una opción de compra del equipo catarí que debía finiquitar antes del mes de marzo.

### Clube de Regatas do Flamengo
En 2012, fue contratado por el CR Flamengo. Perteneciendo a Tigres, se retiró en 2017 en el Londrina Esporte Clube.

## Clubes
| Club            | País          | Año         |
| --------------- | ------------- | ----------- |
| Chunnam Dragons | Corea del Sur | 2003 - 2004 |
| Pohang Steelers | Corea del Sur | 2005        |
| Suwon Bluewings | Corea del Sur | 2005 - 2006 |
| Jaguares        | México        | 2008 - 2009 |
| Tigres UANL     | México        | 2009 - 2010 |
| Al-Rayyan       | Catar         | 2011 - 2012 |
| Flamengo        | Brasil        | 2012        |
| Londrina        | Brasil        | 2017        |